# Липница (Чачак)
Липница је насеље у Србији у општини Чачак у Моравичком округу. Према попису из 2022. било је 478 становника.

## Демографија
У насељу Липница живи 515 пунолетних становника, а просечна старост становништва износи 45,1 година (42,7 код мушкараца и 47,5 код жена). У насељу има 202 домаћинства, а просечан број чланова по домаћинству је 3,07.
Ово насеље је великим делом насељено Србима (према попису из 2002. године), а у последња три пописа, примећен је пад у броју становника.
|  |

| Демографија | Демографија | Демографија |
| Година      | Становника  | Становника  |
| ----------- | ----------- | ----------- |
| 1948.       | 908         |             |
| 1953.       | 904         |             |
| 1961.       | 844         |             |
| 1971.       | 799         |             |
| 1981.       | 747         |             |
| 1991.       | 706         | 689         |
| 2002.       | 621         | 625         |
| 2011.       | 556         |             |

| Етнички састав према попису из 2002.‍ | Етнички састав према попису из 2002.‍ | Етнички састав према попису из 2002.‍ | Етнички састав према попису из 2002.‍ | Етнички састав према попису из 2002.‍ |
| ------------------------------------ | ------------------------------------ | ------------------------------------ | ------------------------------------ | ------------------------------------ |
|                                      |                                      |                                      |                                      |                                      |
| Срби                                 | Срби                                 |                                      | 613                                  | 98,71%                               |
| Црногорци                            | Црногорци                            |                                      | 8                                    | 1,28%                                |
| непознато                            | непознато                            |                                      | 0                                    | 0,0%                                 |

| Година пописа     | 1948. | 1953. | 1961. | 1971. | 1981. | 1991. | 2002. |
| ----------------- | ----- | ----- | ----- | ----- | ----- | ----- | ----- |
| Број домаћинстава | 180   | 186   | 207   | 222   | 219   | 218   | 202   |

| Број чланова      | 1  | 2  | 3  | 4  | 5  | 6  | 7 | 8 | 9 | 10 и више | Просек |
| ----------------- | -- | -- | -- | -- | -- | -- | - | - | - | --------- | ------ |
| Број домаћинстава | 48 | 49 | 35 | 29 | 14 | 18 | 3 | 2 | 2 | 2         | 3,07   |

| Пол    | Укупно | Неожењен/Неудата | Ожењен/Удата | Удовац/Удовица | Разведен/Разведена | Непознато |
| ------ | ------ | ---------------- | ------------ | -------------- | ------------------ | --------- |
| Мушки  | 262    | 70               | 171          | 17             | 4                  | 0         |
| Женски | 273    | 30               | 172          | 65             | 5                  | 1         |
| УКУПНО | 535    | 100              | 343          | 82             | 9                  | 1         |

| Пол    | Укупно                    | Пољопривреда, лов и шумарство | Рибарство                            | Вађење руде и камена | Прерађивачка индустрија       |
| ------ | ------------------------- | ----------------------------- | ------------------------------------ | -------------------- | ----------------------------- |
| Мушки  | 154                       | 96                            | 0                                    | 1                    | 31                            |
| Женски | 100                       | 64                            | 0                                    | 0                    | 14                            |
| УКУПНО | 254                       | 160                           | 0                                    | 1                    | 45                            |
| Пол    | Производња и снабдевање   | Грађевинарство                | Трговина                             | Хотели и ресторани   | Саобраћај, складиштење и везе |
| Мушки  | 1                         | 9                             | 12                                   | 0                    | 1                             |
| Женски | 0                         | 0                             | 11                                   | 3                    | 2                             |
| УКУПНО | 1                         | 9                             | 23                                   | 3                    | 3                             |
| Пол    | Финансијско посредовање   | Некретнине                    | Државна управа и одбрана             | Образовање           | Здравствени и социјални рад   |
| Мушки  | 0                         | 0                             | 2                                    | 0                    | 0                             |
| Женски | 0                         | 0                             | 0                                    | 2                    | 2                             |
| УКУПНО | 0                         | 0                             | 2                                    | 2                    | 2                             |
| Пол    | Остале услужне активности | Приватна домаћинства          | Екстериторијалне организације и тела | Непознато            | Непознато                     |
| Мушки  | 1                         | 0                             | 0                                    | 0                    | 0                             |
| Женски | 1                         | 0                             | 0                                    | 1                    | 1                             |
| УКУПНО | 2                         | 0                             | 0                                    | 1                    | 1                             |